# Alkovití
Alkovití (Alcidae) je čeleď dlouhokřídlých ptáků zahrnující alky, alkouny, alkounky a papuchalky. Dříve se jednalo o samostatný podřád alky. Jedná se o čistě mořské ptáky, kteří většinu času tráví na otevřeném moři a na souš přilétávají pouze zahnízdit. Alkovití jsou pouze slabí letci, avšak velmi dobří plavci a potápěči. Vyskytuji se pouze na severní polokouli a i přes vzhledovou i morfologickou podobnost s tučňáky se nejedná o jejich přímé příbuzné.

## Popis

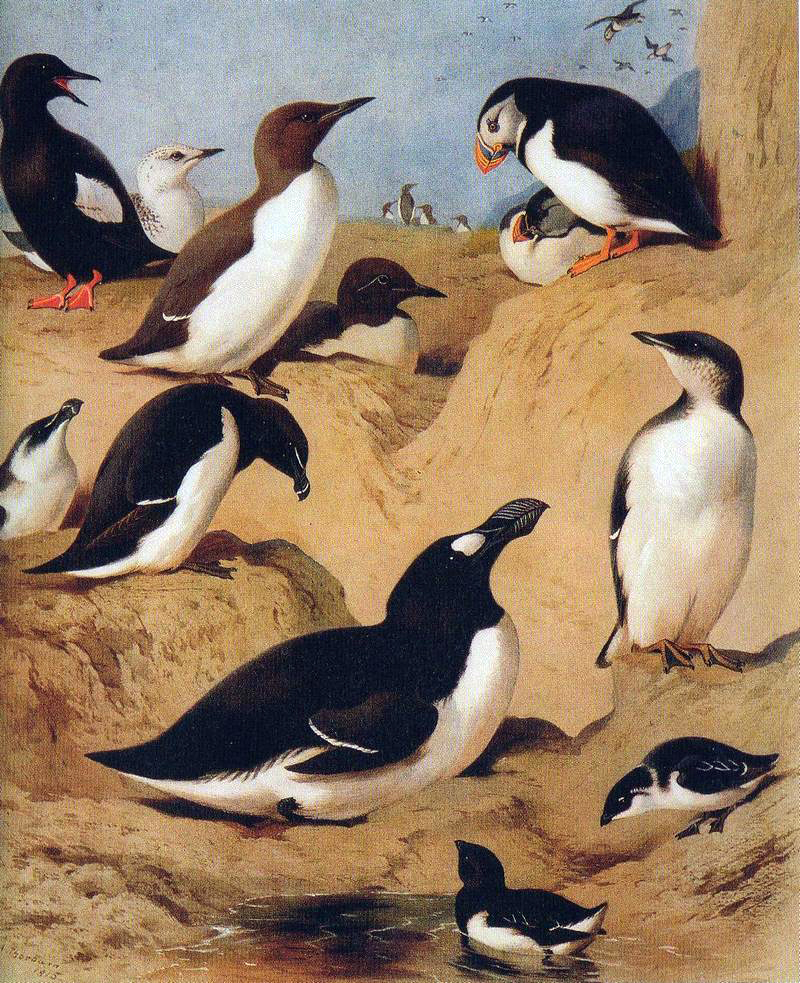
Několik druhů alkovitých ptáků na ilustraci Archibalda Thorburna. Horní řada (zleva): alkoun obecný, alkoun úzkozobý, papuchalk severní, spodní řada (zleva): alka malá, alka velká, alkoun úzkozobý v zimním šatě. Dole vpravo: alkoun malý

Alkovití jsou malí až středně velcí mořští ptáci s krátkými úzkými křídly a krátkým ocasem. Jejich zobáky mívají různé tvary a velikostí, které odpovídají ekologické nice lovené kořisti. Délka těla alkovitých dosahuje 12–45 cm a váha se pohybuje mezi 80–1100 g (i když váha vyhynulé alky velké dosahovala až k 5 kg). Nohy jsou silné, silně blánovité, prsty směřují dopředu. Opeření většinou kombinuje černé, bílé a šedé barvy (nicméně alkouni rodu Brachyramphus na léto oblékají hnědý šat).
Jelikož alkovití tráví převážnou většinu času na moři, do kterého se potápí pro potravu, jsou k tomu patřičně přizpůsobení. Vedle blánovitých noh to je i husté opeření, které je chrání před chladem. Kosterní části podporující křídla jsou zesílené, což umožňuje alkovitým naplno využívat křídla k pohybu pod vodou. Vysoká hladina hemoglobinu a červených krvinek zase pomáhá přenášet kyslík. Zjednodušeně řečeno by se dalo říci, že alkovití jsou jakýmsi tučňáky severu (tučňáci se vyskytují pouze na jižní polokouli), které připomínají vzhledem i morfologií. Nejedná se však o přímé příbuzné a jejich podobnost je důsledkem konvergentní evoluce.

## Biologie

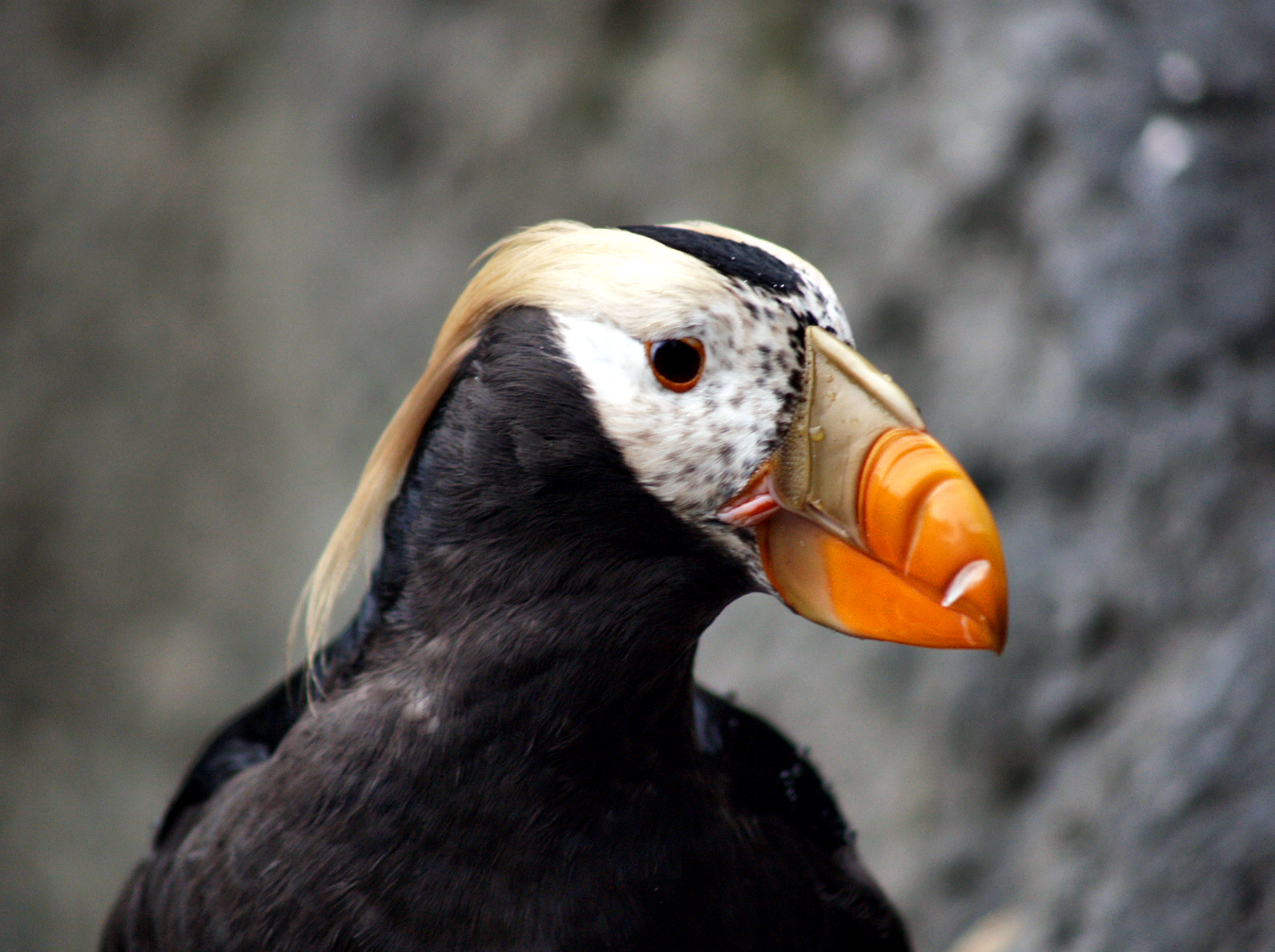
Papuchalk chocholatý s výrazným oranžovým zobákem a bílými prodouženými pery na hlavě

### Potrava
Živí se širokou škálou mořských živočišných druhů od zooplanktonu přes malé rybky po desetiramenatce. Potravu loví pod vodou do zobáku. Jedná se o poměrně špatné letce (alka velká byla dokonce zcela nelétavá). Jejich nevelká křídla jim umožňují jen neohrabaný třepotavý let, ke kterému dochází typicky těsně nad hladinou moře. Při vzletu si často pomáhají ťapkáním nohama po vodní hladině. Za to pod vodou jsou alkovití výjimečně zdatní plavci. Pohybu pod vodou dosahují pomocí máchání napůl roztažených svalnatých křídel. Některé druhy se mohou potopit do hloubek přesahující 180 m.

### Hnízdění

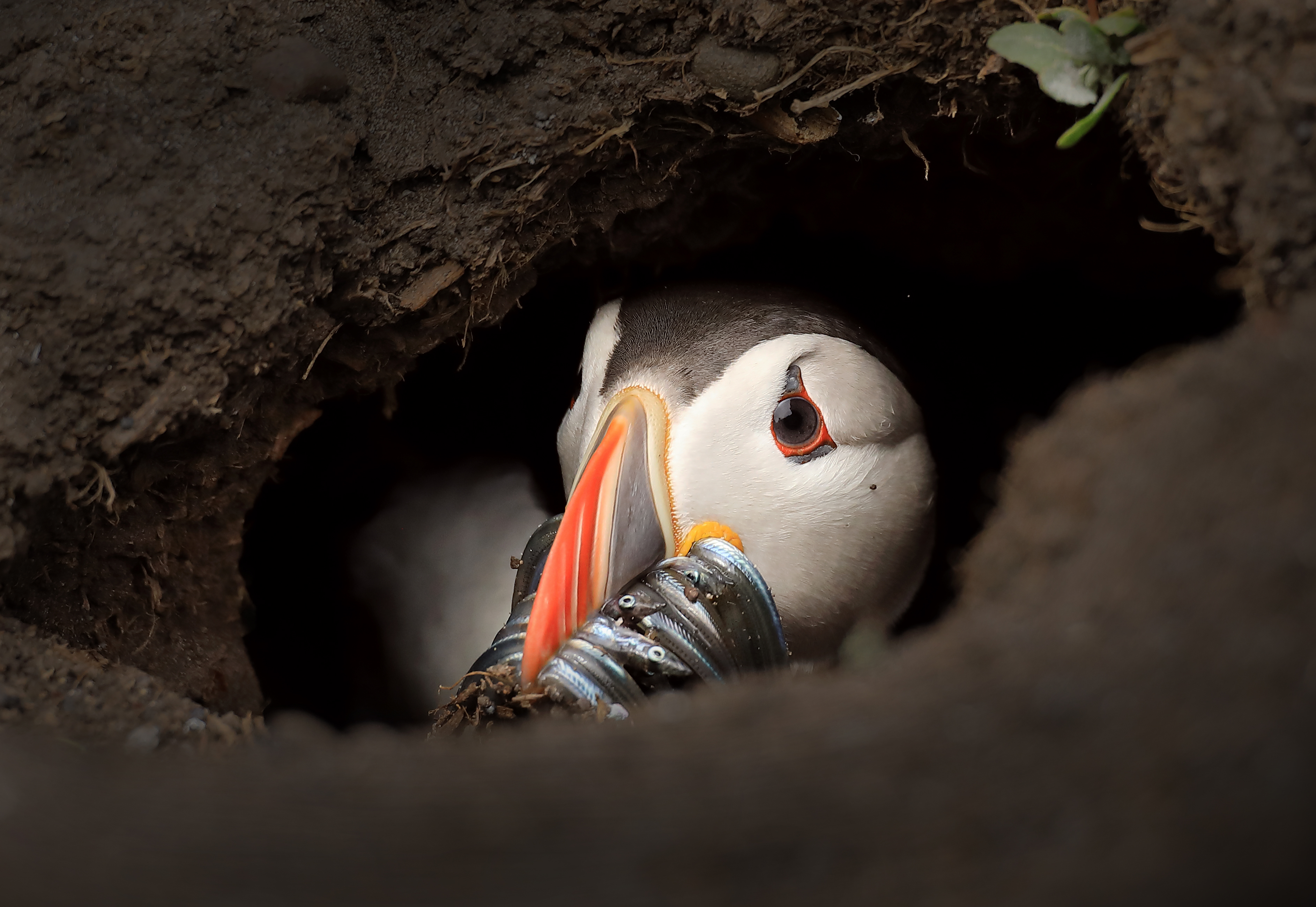
Papuchalk severní ve své noře na Islandu

Alkovití jsou monogamní ptáci, páry spolu často zůstávají po celý život. Hnízdí převážně v koloniích, i když některé druhy (např. zástupci rodu Brachyramphus) hnízdí samostatně. K hnízdění dochází nejčastěji na zemi ve skalních škvírách, na římsách nebo v hnízdních norách, které si některé druhy dovedou vyhrabat. Některé druhy jako alkoun mramorovaný (Brachyramphus marmoratus) nebo alkoun dlouhozobý (Brachyramphus perdix) hnízdí na stromech. Hnízdění předchází komplexní námluvy zahrnující řadu vizuálních, vokálních i olfaktorických signálů. Kladou pouze 1–2 vejce. Jak stavba hnízda, tak inkubace a následná rodičovská péče je sdílená mezi oběma partnery. Inkubační doba trvá 27–46 dní. Ptáčata se rodí prekociální a jsou krmena nejdříve na hnízdě, později je rodiče vyvedou na svá krmiště.

## Rozšíření

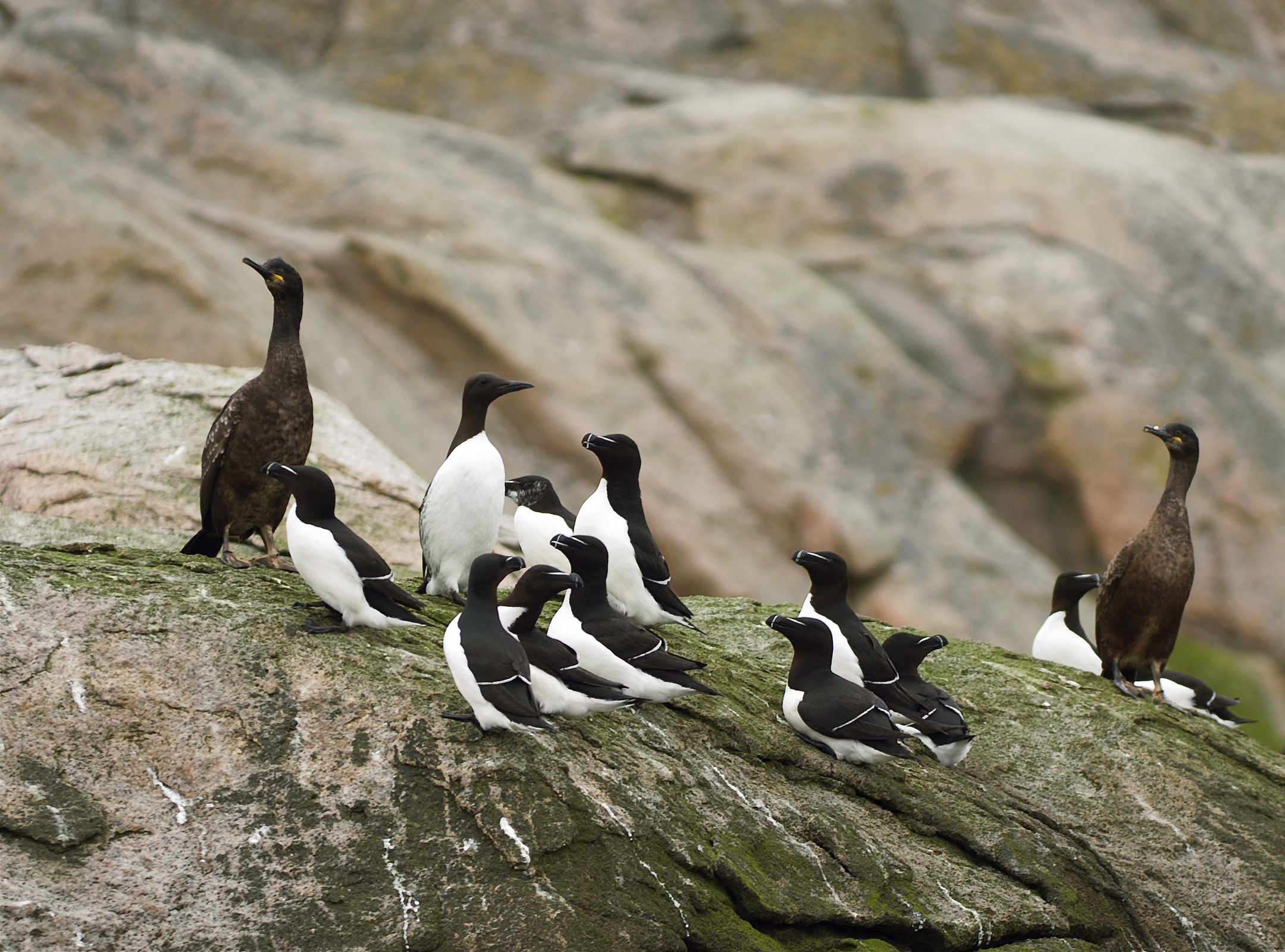
Kolonie alek malých

Alkovití se vyskytují pouze na severní polokouli v chladných mořích mírného a polárního pásu Atlantiku a Pacifiku. Hnízdí na skalnatém arktickém pobřeží na pevnině i na malých ostrůvcích, v době mimo hnízdění se zdržují celou dobu na moři. Druhová rozmanitost je mnohem bohatší v Tichém oceánu, kde se nachází více druhů než v Atlantiku. V Atlantiku žijí pouze dva endemické druhy (papuchalk severní a alka malá), zatímco Pacifik obývá 18 endemických druhů.

## Ohrožení

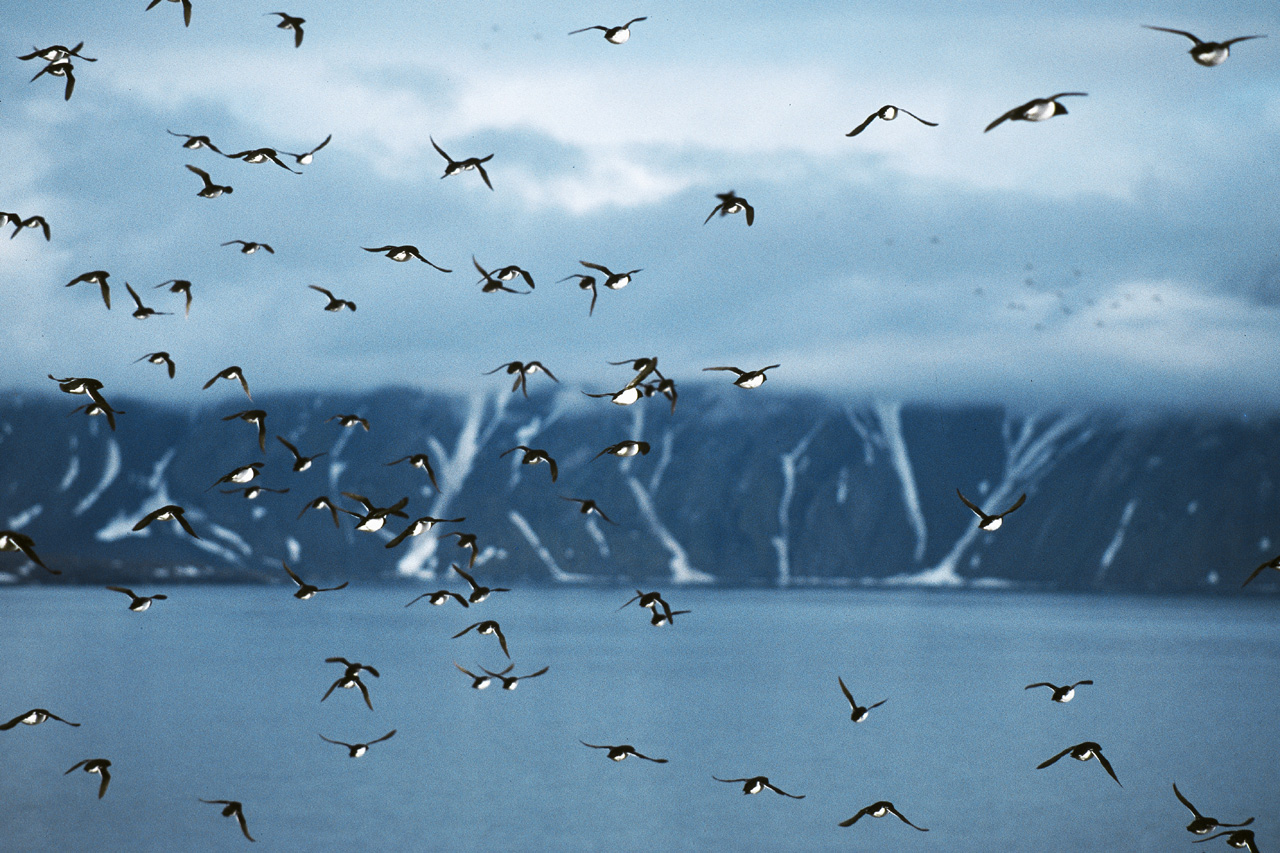
Alkouni malí v letu

Početnost řady druhů alkovitých ptáků se snižuje následkem vlivu člověka. K příčinám úbytku stavů patří destrukce habitatu, invazivní druhy živočichů zanesené člověkem do oblastí hnízdišť alkovitých, a úbytek potravních zdrojů v důsledku nadměrného rybolovu a klimatických změn. Alka velká je někdy od poloviny 19. století vyhynulá. Za vyhnutím druhu stál jeho bezbřehý lov pro maso, tuk a peří.

## Systematika
Alkovití se patrně vyvinuli v Tichém oceánu, odkud se následně rozšířili do Atlantiku. Čeleď alkovitých se rozděluje do dvou podčeledí, a sice Alcinae a Fraterculinae, které společně zahrnují 11 rodů. Co se týče vnější systematiky, alkovití se řadí k velmi diverzifikovanému a druhově početnému řádu dlouhokřídlých. Dříve byli považováni za samostatný podřád Alcae, moderní taxonomie je řadí do podřádu Lari. Jejich sesterskou skupinou jsou patrně chaluhovití (Stercorariidae).
Název čeledi Alcidae je odvozen z názvu rodu Alca, který Carl Linné v roce 1758 přiřadil alce malé. Linné se nechal inspirovat norským názvem pro alku malou, alke.

### Seznam druhů
Rozeznává se 24 recentních druhů alkovitých (+1 vyhynulý druh alka velká) v 11 rodech rozdělených do dvou podčeledí:
- Podčeleď Alcinae
  - rod Alle Link, 1806
    - Alle alle (Linnaeus, 1758) – alkoun malý

  - rod Uria Brisson, 1760
    - Uria lomvia (Linnaeus, 1758) – alkoun tlustozobý
    - Uria aalge (Pontoppidan, 1763) – alkoun úzkozobý

  - rod Alca Linnaeus, 1758
    - Alca torda Linnaeus, 1758 – alka malá

  - rod † Pinguinus Bonnaterre, 1791
    - † Pinguinus impennis (Linnaeus, 1758) – alka velká

  - rod Cepphus Pallas, 1769
    - Cepphus grylle (Linnaeus, 1758) – alkoun obecný
    - Cepphus columba Pallas, 1811 – alkoun holubí
    - Cepphus carbo Pallas, 1811 – alkoun brýlatý

  - rod Brachyramphus von Brandt, JF, 1837
    - Brachyramphus marmoratus (Gmelin, JF, 1789) – alkoun mramorovaný
    - Brachyramphus perdix (Pallas, 1811) – alkoun dlouhozobý
    - Brachyramphus brevirostris (Vigors, 1829) – alkoun krátkozobý

  - rod Synthliboramphus von Brandt, JF, 1837
    - Synthliboramphus hypoleucus (Xántus de Vésey, 1860) – alkoun guadalupský
    - Synthliboramphus scrippsi (Green & Arnold, 1939) – alkoun kalifornský
    - Synthliboramphus craveri (Salvadori, 1865) – alkoun cvrčivý
    - Synthliboramphus antiquus (Gmelin, JF, 1789) – alkoun černohrdlý
    - Synthliboramphus wumizusume (Temminck, 1836) – alkoun japonský
- Podčeleď Fraterculinae
  - rod Ptychoramphus von Brandt, JF, 1837
    - Ptychoramphus aleuticus (Pallas, 1811) – alkoun aleutský

  - rod Aethia Merrem, 1788
    - Aethia psittacula (Pallas, 1769) – alkounek papouščí
    - Aethia pusilla (Pallas, 1811) – alkounek nejmenší
    - Aethia pygmaea (Gmelin, JF, 1789) – alkounek drobný
    - Aethia cristatella (Pallas, 1769) – alkounek chocholatý

  - rod Cerorhinca Bonaparte, 1828
    - Cerorhinca monocerata (Pallas, 1811) – papuchalk růžkatý

  - rod Fratercula Brisson, 1760
    - Fratercula arctica (Linnaeus, 1758) – papuchalk severní
    - Fratercula corniculata (Naumann, JF, 1821) – papuchalk černobradý
    - Fratercula cirrhata (Pallas, 1769) – papuchalk chocholatý